# ハーマイオニー・グレンジャー
ハーマイオニー・ジーン・グレンジャー（英: Hermione Jean Granger）は、J・K・ローリングの小説『ハリー・ポッター』シリーズ、およびその派生作品に登場する架空の人物。
シリーズ全巻に登場する主要キャラクターのひとり。ホグワーツ魔法魔術学校グリフィンドール寮に所属し、主人公で同学年のハリー・ポッター、もうひとりの同級生ロン・ウィーズリーと親友になり、いつも三人で行動し、さまざまな問題を解決していく。
マグル（魔法を使えない、普通の人間）の両親のもとに生まれた、いわゆる「マグル生まれ」の魔女である。そのため魔法界のならわしには疎いながらも、生真面目に努力する秀才として描かれる。仲間たちを学年1位の知識量と論理的思考力で手助けする役回りである。

## 人物

### 名前
ファーストネームの「ハーマイオニー」[həːmáiəni] は、ギリシア神話の登場人物・ヘルミオネーの英語読みである。一例として、ウィリアム・シェイクスピアの『冬物語』にも同名の女性が登場し、ほかにデヴィッド・ボウイの1969年の楽曲に「Letter To Hermione」がある（これは「ヘルミオーネへの手紙」と邦訳された）。
この名前は発音がやや難しく、作中ではビクトール・クラムが「ハーム・オウン・ニニー」とごまかして呼ぶ。日本語訳では作者の承認のもとに「ハーマイオニー」という表現を採用している。ハーマイオニー自身は、英語の発音が苦手な人に対しては自分のことを「ハーミー（Hermie）」と呼ばせる。巨人のグロウプは、ハーマイオニーのことをこの名で呼ぶ。
ファミリーネームの「グレンジャー」は、アメリカ合衆国で起きた労働運動「グレンジャー運動」に由来する。これは作中にも反映されており、ハーマイオニーは屋敷しもべ妖精のために、第4巻『炎のゴブレット』前半で屋敷しもべ妖精福祉振興協会を設立し、様々なシーンにてこの運動を展開する（原作小説のみ登場）。作者のローリングは最初「パックル」との名前を決めていたが、イメージと合わないため「グレンジャー」と決定した。
まだミドルネームについてローリングは2004年のインタビューで「ジェーン」だと述べていたが、第7巻『死の秘宝』で「ジーン（Jean）」に変更されている。

### 外見
瞳の色は茶色、髪は茶色く量の多い縮れ毛 (bushy brown hair) 。普段は常に4冊ほどの本を持ち歩いているほか、基本的に容姿には無頓着であり、髪も手入れをしないため乱れている。そのため、魔法薬学の授業では鍋から発生する蒸気を吸って髪が膨らむ。
作者のローリングがハーマイオニーについて、容姿に自信がない女の子であると語っているように、前歯が大きいことを気にしている。しかし第4巻でドラコ・マルフォイにかけられた歯呪いを治療してもらう際、前歯を本来より少し小さくしてコンプレックスを解消する。また直毛剤を使って髪を結い上げ、美しい姿を見せたところが同巻のダンスパーティの場面で描かれている。
映画シリーズでハーマイオニー役を演じたエマ・ワトソンは、しばしばその美しさを称えられる容姿であるが、映画第1作『賢者の石』では原作の描写を再現した髪型となっており、もともとはシリーズが終わるまでその髪型を維持する契約だったのに対して、ワトソンがプロデューサーや監督を説得することで次作以降は髪型の変更が許可されたといい、のちに雑誌『ヴォーグ』のイタリア版でワトソンは「『ハリポタ』の最初の映画の私を見ると、最初に気になるのは、なんてひどい髪型をしていたんだろうということです」と述べている。また、映画『賢者の石』では当初、前歯も原作を再現する予定で、監督のクリス・コロンバスは初日に撮影した映画のラストシーンでワトソンにつけ歯を着用させていたが、その状態では、上手く舌が回らずに発話することが難しい等の理由から残るシーンで演技ができないと判断し、それ限りでつけ歯の使用を取りやめたため、同シーンの映像でのみ、つけ歯の存在が確認できるはずだと語っている。なお、ワトソンは白い肌だが、作者のローリングは「肌の色について言及したことは一度もない」としており、実際にローリング自身が関わった舞台版『呪いの子』のオーディションでは、ハーマイオニー役に肌が黒いアフリカ系イギリス人のノーマ・ドゥメズウェニを選出。その後も舞台版キャストについては、各国でアフリカ系の俳優が選出されている。

### 来歴
1979年9月19日、マグルの歯科医師夫婦のあいだに生まれる。
1991年9月1日、ホグワーツ魔法魔術学校に入学、グリフィンドール寮生となる。10月31日、ハーマイオニーには友達がいないというロンの陰口を偶然聞き、ショックでハロウィーン・パーティーを欠席。トイレに隠れて泣いていたところをトロールに襲撃されるが、ハリーとロンに救出され、以降、ふたりと親友になる。
1992年、賢者の石を守る薬の論理パズルを解き、校長のアルバス・ダンブルドアより50点を獲得する。2年次は「秘密の部屋」事件に関してマルフォイを尋問するためにポリジュース薬を密造する。クリスマスにミリセント・ブルストロードに変身しようとするが、誤って飼い猫の毛を飲む。この薬は動物変身には使ってはいけないため、自身の体と猫の体が混じった姿になり、しばらく医務室で過ごすことになる。
1993年、ホグワーツの「秘密の部屋」から解き放たれた「スリザリンの怪物」であるバジリスク正体にいち早く気づくが、直後に怪物によって石化させられる。のちにハリーとロンが事件を解決。ハーマイオニーはマンドレイク回復薬によって石化状態から回復する。3年次からは、逆転時計を使用し、全科目の履修を開始する。
1994年、逆転時計を用いてハリーとともにシリウス・ブラックとバックビークを救出する。屋敷しもべ妖精福祉振興協会を設立する。また同年、三大魔法学校対抗試合のためにホグワーツ校を訪れたビクトール・クラムからクリスマス・ダンスパーティーのパートナー（実質的な男女交際）を申し込まれ、彼がホグワーツを去るまで交際する。
1995年、ロンとともにグリフィンドール寮の監督生に就任する。またハリーをリーダーとした「闇の魔術に対する防衛術」の学習組織を提案、ダンブルドア軍団の設立に成功する。
1996年、ハリー、ロン、ジニー、ネビル、ルーナとともに神秘部の戦いに参加。途中まで優勢に戦うが、死喰い人の呪いを受けて気を失って倒れる。
1997年夏、両親の身の安全を確保するために自分のことを忘れさせてオーストラリアに移住するようにした上で、ハリー、ロンとともに分霊箱探しの旅に出かけ、最後まで戦い抜く。
第7巻『死の秘宝』発売後、作者のローリングがインタビューで語ったところによると、ホグワーツの戦いのあと、ハーマイオニーは両親の記憶を戻した上でホグワーツに復学、N・E・W・Tを受験する。その後、魔法省に入省。魔法生物規制管理部で屋敷しもべ妖精などの地位向上に尽力した後、魔法法執行部に異動して純血支持法の撲滅を推進するという。
第8巻の『ハリー・ポッターと呪いの子』では魔法大臣になっている。

### 性格
完璧主義者であり、登場初期は他人に対して厳しい態度を取るが、トロールが学校に侵入した事件で助けられて以来、ハリーやロンと親しくなり、友情に非常に厚い一面を見せるようになる。とくにハリーとロンに対しては、たとえふたりと喧嘩中であっても彼らの身を案じる。
生真面目で頑固な性格であり、第1巻『賢者の石』では規則に厳格な態度を取る。しかし第2巻『秘密の部屋』で「秘密の部屋」を開いた人物を探るためにみずから規則を破るなど、巻が進むにつれ目的によっては柔軟な姿勢を見せるようになりはじめる。ただし基本的には不正を嫌い、第6巻『謎のプリンス』でハリーが「半純血のプリンス」を使って「魔法薬学」の授業で好成績を修めたときは不快感をあらわにする。また目的を達成するためには非常に粘り強く、第5巻『不死鳥の騎士団』ではハリーに対し「闇の魔術に対する防衛術」の学習組織の設立を説き、ダンブルドア軍団の結成にこぎつける。
用心深く、何事にも根拠を重んじる傾向が強い。作者は公式サイトでハーマイオニーについて「失敗への大きな不安と恐怖」を持っていると語っており、実際に作中、確信のない推測を口にすることはほとんどない。そのため、夢想的なルーナ・ラブグッドに反発する場面も少なからずある。

### 才能
本という本を読みあさり、読んだことのある本に書かれた内容ならば、どんな質問にも即答できるほど抜群の記憶力を持つ。知らない物事や理論については本で確認するのが常であるが、それだけに自分の見識を過信しているところがあり、第6巻では魔法薬を教科書どおりに作ったにもかかわらず、魔法薬に天賦の才を持つセブルス・スネイプが過去に教科書へ書き加えた（ある意味では正統ではない）記述をもとにしてハリーが作成した魔法薬よりも出来が悪かったことにプライドが傷つく。優れた頭脳の持ち主ではあるが、箒（ほうき）による飛行訓練やクィディッチゲームなど、身体を動かすことは不得手である。
勇敢さを重視するグリフィンドール生となるが、組分け帽子が彼女の組分けの際、所属寮をグリフィンドールにするかレイブンクローにするか迷う場面があり、英知を重視するレイブンクロー生としての資質も持ち合わせている。実際、勉学に対する努力は惜しまず、3年次には逆転時計を使用して、授業時間が重複する科目をすべて履修するといったこともする（心身の負担などから4年次以降は一部の科目の履修を止め、授業時間が重複することはなくなる）。
そうした努力の結果、学年1位の成績を修め続け、ホグワーツの多くの教授からその才能を賞賛される。5年次末のO・W・Lでは、受験した10科目のうちハリーが1位の「闇の魔術に対する防衛術」を除く9科目でトップの成績をとる。ただしそうした努力が通じない「占い学」については「いい加減でくだらない」と嫌い、教科担当のシビル・トレローニー教授も同様である。その一方でフレッドとジョージ・ウィーズリーの悪戯グッズでも、使われている魔法が優秀であれば賞賛する面もある。（白昼夢呪文など）
「死ぬことより学校を退学になることの方が悪い」と発言するほど、心底、学業成績を気にする。彼女を前にしたまね妖怪がミネルバ・マクゴナガルに変身し「あなたは全科目落第です」と言い放つ場面もある。
なお、ハーマイオニーの守護霊はカワウソであるが、守護霊の呪文を苦手としており、第7巻でハリーはメアリー・カターモールに対し「この人（＝ハーマイオニー）は、この呪文だけが苦手なんだ」と語る。第3巻『アズカバンの囚人』では吸魂鬼に襲われるが、守護霊を作れなかったため、気を失う。また、ほかにも複数回失敗する場面がある。

### 人間関係

#### 血縁
両親は2人ともマグルの歯科医師であり（名前の記述はとくにない）、ハーマイオニーは「マグル生まれ」の魔女である。
兄弟姉妹についての記述はとくにないが、家族について話す場面ではつねに両親しか登場しない（作者のローリングは「ハーマイオニーには妹がいる予定だった」と発言している）。

#### 友人
入学当初は取り澄ました態度と授業中の過度な自己主張のせいで周囲から孤立するが、第1巻でトロールに襲われたところをハリーとロンに助けられ、それがきっかけで2人と親友になる。作中ではロンと丁々発止の会話を交わしたり、喧嘩をしては仲直りする場面が数多くある。ハリーとは意見が食い違うことはあれど喧嘩にまで至ることはあまりないが、衝動的な部分があるハリーに比べて理屈で考えて行動するため、いさかいが起こることはある。第3巻では謎の人物からハリーに贈られてきた箒ファイアボルトの存在を独断でシリウス・ブラックから送られたものではないかと独断でマクゴナガルに報告（シリウス・ブラックから送られたという予想は見事に当たっていた。）し、ファイアボルトが没収されたことに激怒したハリーとロンに避けられることになる。
ハリーとロンの意見が対立した場合は、どちらの行動に理があるかを考えて判断する。第4巻では誤解を受けてロンと仲たがいし孤立したハリーと一緒に過ごし、第6巻ではプリンスの教科書やドラコへの疑惑にのめりこむハリーをロンと同じく諌める。第7巻で分霊箱探索の旅の途中にハリーとロンが決裂した際は、当初の決意どおり旅を続けることをロンに説き、ハリーを選んだと解釈したロンに去らないよう懇願し続ける。
同学年の女子の友人の名前はあまり語られず、ルームメイトのパーバティ・パチル、ラベンダー・ブラウンくらいである。一方でロンを通じてウィーズリー家の面々とも親しく、とくに姉妹がいないジニー・ウィーズリーにとっては姉のような存在となる。またダンブルドア軍団結成時にはハンナ・アボットを連れてくる。夢見がちなルーナ・ラブグッドには最初反発する姿勢が強いが、のちに友人として認める。
このほか、ルビウス・ハグリッド、ネビル・ロングボトムらと友人になる。

#### 好意・恋愛
恋愛に関する描写はハリーやロンよりも早く登場し、第2巻ではギルデロイ・ロックハートに好意を寄せる描写がある。第4巻ではビクトール・クラムからクリスマス・ダンスパーティーのパートナーを申し込まれ、彼がホグワーツを去ったあとも文通をする。
ただし、物語ではハーマイオニーがロンを異性として意識する様子が随所に描かれている。第4巻ではパートナー探しで自分を申し込み対象の女性として見ないロンをなじり、第5巻では、女性の感情に鈍感だとロンに厳しく説く。第6巻に入るとロンをクリスマスパーティのパートナーにハーマイオニーから誘い、承諾される。
そのため、ジニーやハーマイオニー自身の失言がきっかけで、怒ったロンがラベンダー・ブラウンと交際している時期は、嫉妬に苦しむ。ロンとラベンダーのキスを目撃した直後は、復讐心から魔法でロンを襲撃し、顔や腕に多数の引っかき傷や切り傷を負わせる。ロンへの当てつけに「コーマック・マクラーゲンと付き合っている」と発言し、コーマックをクリスマスパーティへ誘う場面もある。ラベンダーを避けるようになったロンからなにげなく「愛してるよ、ハーマイオニー」と言われた際には、茶化しながらも赤面して笑みを浮かべる。
なお、作者のローリングによると第6巻で魅惑万能薬を嗅いだハーマイオニーが感じた三番目の匂いは、ロンの髪のものだという。
第7巻では、スリザリンのロケットの悪影響を受けたロンからハリーとの仲を疑われるも、ロンがロケットを破壊した後に仲直りし、ホグワーツでの戦いの最中には、ロンの言葉に感激したハーマイオニーが、ハリーの目の前でロンに熱烈なキスをする。
映画では、『死の秘宝 PART2』において、秘密の部屋で熱烈なキスをする。

#### 嫌悪
マグル生まれの魔女であることから、純血主義のスリザリン生（とくにドラコ・マルフォイやパンジー・パーキンソン）とは仲が悪い。
また卑劣なリータ・スキーターやドローレス・アンブリッジ、根拠のない「占い」を第一に信じているシビル・トレローニーを嫌う。
また男性たちを魅了する美女で、第4巻でロンがダンスパートナーを申し込むフラー・デラクールを妬視し、第6巻ではモリー、ジニーと一緒になって、フラーへの陰口をロンやハリーに語る。

#### ホグワーツの戦い終結後
ホグワーツ卒業後は魔法省に入省して魔法生物規制管理部に入り、のちに魔法法執行部に勤務。私生活ではロンと結婚し、娘ローズと息子ヒューゴを授かる。
- ローズ・グレンジャー＝ウィーズリー（長女）
- ヒューゴ・グレンジャー＝ウィーズリー（長男）

なお、夫ロンの妹ジニーは親友ハリーの妻であるため、ハーマイオニーから見てハリーは義弟にあたる姻戚となる。

### 財産・ペット
杖
作中でハーマイオニーが手に入れる杖は2本ある。
1本目は、第1巻から使う杖。本体はブドウ、芯はドラゴンの心臓の琴線。第7巻で、マルフォイ邸にて死喰い人に奪われる。
2本目は、ベラトリックス・レストレンジの杖。本体は鬼胡桃、芯はドラゴンの心臓の琴線、長さは32センチメートル、頑固。ハリーがマルフォイ邸でドラコから奪う杖のひとつであるが、ハーマイオニーの手には馴染まない。ハーマイオニーは杖がしっくりこないことについて「あの女（ベラトリックス）の一部みたい」と怖がる。
ペット
第3巻以降、クルックシャンクスというオレンジの毛色の雄猫を飼う。
吟遊詩人ビードルの物語（原版）
アルバス・ダンブルドアの死後、遺言により相続する品。
ダンブルドアの蔵書のなかの1冊。ダンブルドアは、この本に収録されている「三人兄弟の物語」から、死の秘宝の存在を知ってもらうことを望み、この本を遺産として託す。なおハーマイオニーにこの本を授けたのは、彼女の慎重さがハリーを足止めし、それによってハリーが昔のダンブルドアと同じ過ちを犯すのを防ぐためである。

## ハーマイオニーを演じた人物

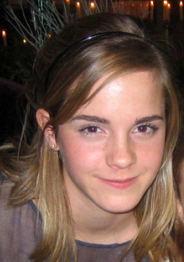
エマ・ワトソン（2005年、映画『ハリー・ポッターと炎のゴブレット』のプレミアにて）

俳優
- エマ・ワトソン - 映画版
- ノーマ・ドゥメズウェニ - 舞台『呪いの子』ロンドン公演

声優
- 須藤祐実 - 映画版・日本語吹替、ゲーム『魔法同盟』
- 深見梨加 - ゲーム版『賢者の石』『秘密の部屋』
- 氷上恭子 - ゲーム版『アズカバンの囚人』
- 河原木志穂 - ゲーム版『炎のゴブレット』

## その他
作者のローリングは、『ハリー・ポッター』シリーズの登場人物のなかで最も自分に似ているのはハーマイオニーだと語っている。ただし意識して自分に似せたわけではないらしい。
映画監督ジョージ・ルーカスは「ハーマイオニー」という名前を気に入り、『スター・ウォーズ エピソード2/クローンの攻撃』のなかで「ハーマイオニー・バグワ」というウェイトレスを登場させている。